# 刘云飞 (1979年)
刘云飞（1979年5月8日—），男，天津人，中国足球運動員，司職守门员，曾先後效力過天津万科、天津泰达、上海申花等球隊，並且曾经入选中国国家足球队，參加過2004年亚洲杯足球赛。

## 生平

### 球員生涯
刘云飞以天才门将的名望，在1998年加盟天津泰达，並且在同一年成为U19国家队的主力门将，并在亚青赛中有过出色表现。当时日本国青队主帅曾表示，刘云飞是他见过的唯一能和川口能活相提并论的门将。
1998赛季与1999赛季，刘云飞作为老门将施连志和张凤悟的替补，在有限的出场机会里表现出色。
2000年，虽然天津泰达引进了當年中国国家足球队铁打的主力门将江津，但年轻的刘云飞还是在兩年内崭露头角，在2001年赛季代表天津泰达出战的19场比赛中，刘云飞把守的球门只丢了19个球。凭借一鸣惊人的出色表现，刘云飞获得了2001年中国甲A联赛的最佳门将。
2002年1月，刘云飞年仅22岁便入选中国国家队，在2002年世界杯足球賽后，受到国家队新主帅阿里·哈恩的赏识，在2004年亚洲杯时更成为国家队一号门将，協助球隊取得亞軍。
2006年，他以高价加盟上海申花，也被寄予厚望，但是年中突然传出被俱乐部停训、停薪，年终更被宣布永不复用。刘云飞的球員生涯中止，淡出足壇。
2021年，刘云飞復出加盟中乙球隊陕西俑士超越。7月31日，他在中國足协杯首轮比赛首發出場，時隔15年再次參與正式比賽。

## 場外醜聞
2007年3月，刘云飞因为吸毒被警方逮捕拘留，从此正式告别足坛，才揭示了他职业生涯在27岁时就迅速终结的真正原因。
2013年和2014年，刘云飞先后两次因吸毒再次被拘留。
2011年4月，刘云飞被揭發透過內地婚戀網站騙財騙色，由於投诉太多，有關婚戀網站已將刘云飞帳戶列入黑名單，以免再有女士被騙。

## 個人榮譽
- 中国甲A联赛最佳門將 一次(2001年)